# Iwate (Schiff)
Die Iwate (磐手) war der zweite der Panzerkreuzer (装甲巡洋艦 Sōkō jun'yōkan) der Izumo-Klasse, der von Armstrong, Whitworth & Co. für die Kaiserlich Japanische Marine am Ende des 19. Jahrhunderts gebaut wurde. Japans Industrie war zu der Zeit noch nicht in der Lage solche Schiffe zu bauen, deshalb gingen solche Aufträge hauptsächlich an britische Werften, aber auch deutsche und französische Werften profitierten von solchen Bestellungen. Sie nahm an den meisten Seeschlachten des Russisch-Japanischen Krieges von 1904–1905 teil und wurde während der Seeschlachten vor Port Arthur, bei Ulsan und der Seeschlacht bei Tsushima jeweils leicht beschädigt. Im Ersten Weltkrieg spielte die Iwate nur eine kleine Rolle, begann allerdings mit ihrer ersten Trainingsfahrt für Offizieranwärter der Marine im Jahre 1916. Diese Aufgabe erfüllte sie bis Ende 1939. Das Schiff führte während des gesamten Pazifikkriegs weiterhin Schulungen in heimischen Gewässern durch. Die Iwate wurde während des Angriffs auf Kure und die Inlandsee am 25. Juli von amerikanischen Trägerflugzeugen versenkt. Ihr Wrack wurde geborgen und in den Jahren 1946–1947 verschrottet.

## Hintergrund und Beschreibung

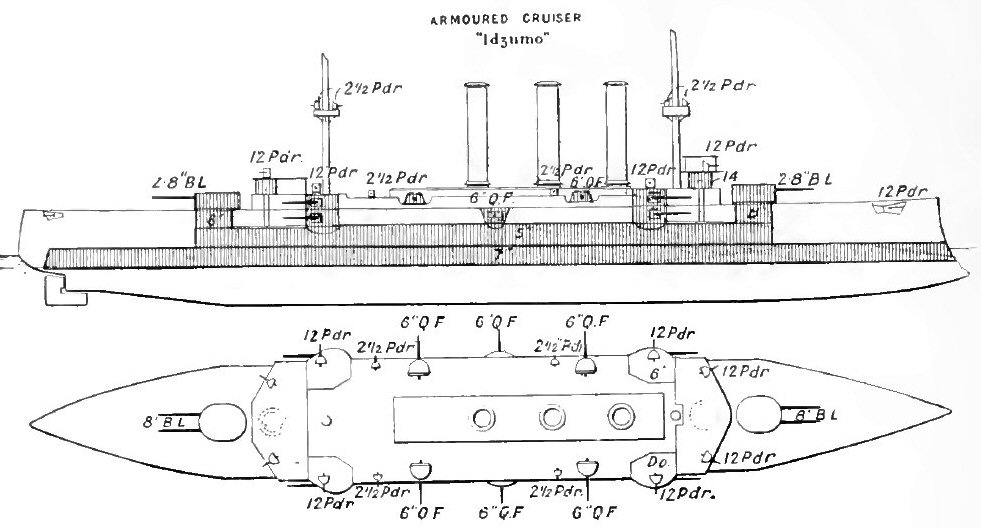
Plan des Schwesterschiffs Izumo in Brassey’s 1902

Der in Japan nach dem Ersten Japanisch-Chinesischer Krieg 1896 entwickelte Plan zur Flottenerweiterung umfasste den Bau von vier Panzerkreuzern und vier weiteren Schlachtschiffen. Diese Schiffe wurden aus o. g. Gründen in Großbritannien bestellt. Allerdings fürchtete die japanische Marine nach Beobachtung des russischen Kriegsschiffbauprogramms, dass die Anzahl der bestellten Schlachtschiffe nicht ausreichen würde, um der Kaiserlich Russischen Marine auf Augenhöhe entgegentreten zu können. Staatliche Budgeteinschränkungen verhinderten die Bestellung weiterer Schlachtschiffe und die japanische Marineführung entschloss sich, die Zahl der leichter erschwinglichen Panzerkreuzer von vier auf sechs zu erhöhen. Dieser Plan ist auch unter dem Namen „Sechs-Sechs-Programm“ bekannt. Im Gegensatz zu ihren Zeitgenossen anderer Marinen waren sie nicht für den Handelskrieg oder dafür gebaut worden, Kolonien zu schützen, sondern sowohl als Aufklärungsschiffe und auch dafür, mit den Schlachtschiffen in den Seeschlachten eingesetzt zu werden.
Das Schiff hatte eine Länge über alles von 132,28 m und in der Wasserlinie von 121,92 m, eine Breite von 20,94 m und einen Tiefgang von 7,21 m. Die Iwate verdrängte standardmäßig 9.423 tn.l. und maximal 10.235 tn.l. Ihre Besatzung betrug 672 Offiziere und Mannschaften.
Die Iwate hatte zwei Vierzylinder-Dampfmaschinen, die jeweils eine Welle mit einem Propeller antrieben. Der Dampf wurde von 24 Belleville-Kesseln geliefert und die Maschinenleistung betrug 14.500 PS (10.800 kW). Laut Entwurf betrug die Geschwindigkeit 20,75 kn und während der Probefahrten wurden sogar 22,3 kn aus 15.739 PS erreicht. Sie hatte einen Kohlevorrat von 1.551 t und eine Reichweite von 7.000 Seemeilen (13.000 km) bei 10 kn.
Die Hauptbewaffnung der Iwate bestand aus vier 20,3-cm-Geschützen mit der Kaliberlänge von 45 in zwei Doppeltürmen vor und hinter den Aufbauten. Die Mittelartillerie bestand aus 14 15,2-cm-Schnellfeuergeschützen. Zehn dieser Geschütze waren in Kasematten, vier standen hinter Schutzschilden auf dem Oberdeck. Die Bewaffnung umfasste noch 12 7,62-cm-Schiffsgeschütze und acht 3,7-cm-Yamauchi-Kanonen als Torpedobootabwehr. Außerdem hatten die Schiffe je 2 45,7-cm-Torpedorohre unter Wasser an den Breitseiten.
Alle Panzerkreuzer des „Sechs-Sechs-Programms“ hatten eine annähernd identische Panzerung mit nur kleinen Unterschieden. Der Gürtelpanzer der Wasserlinie bestand aus Krupp’schem Spezialstahl und lief über die gesamte Länge des Schiffes. Seine Stärke variierte zwischen 178 mm in der Schiffsmitte bis 89 mm am Bug und Heck. Er hatte eine Höhe von 2,13 m, von denen 1,33 m normalerweise unter Wasser waren. Zwischen dem Wasserliniengürtel und den Aufbauten hatte die Iwate eine 127 mm dicke Panzerung. Sie reichte 53,31 m von der vorderen zur hinteren Geschützbank. Die Iwate und ihr Schwesterschiff, die Izumo, hatten schräge Schotten, die die Enden der zentralen Zitadelle abschlossen.
Die Barbetten, die Geschütztürme und die Front der Kasematten waren mit 152 mm Stahl gepanzert, die Rückseite und die Seiten der Kasematten wurden mit 51 mm Stahl geschützt. Der Deckspanzer war 63 mm dick und die Kommandobrücke hatte eine 356 mm starke Panzerung.

## Bau und Einsatz

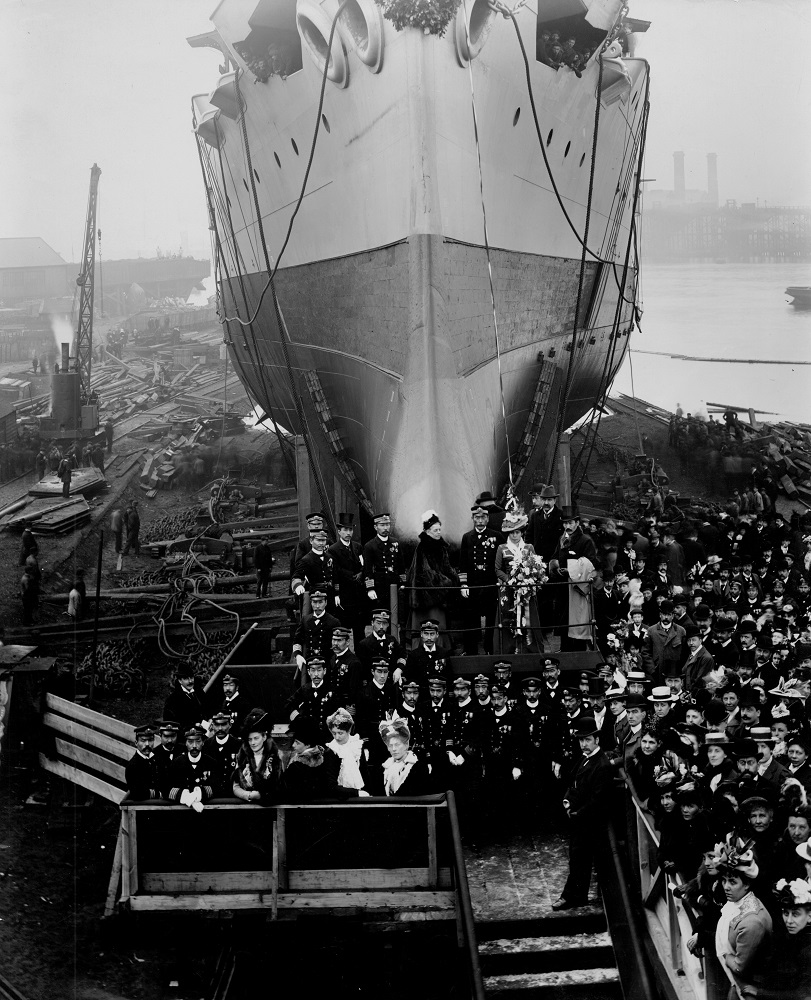
Iwate vor dem Stapellauf, Newcastle upon Tyne

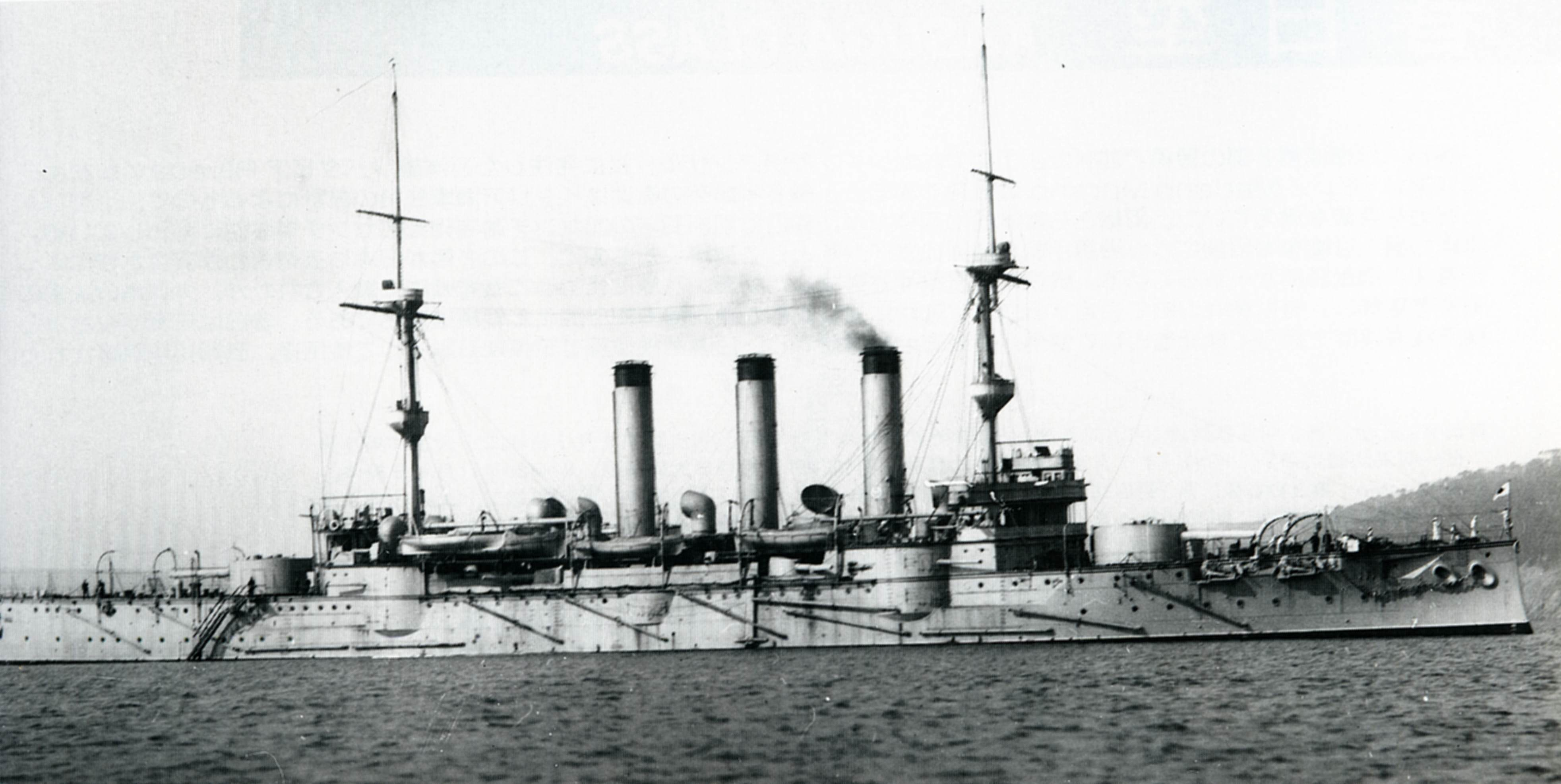
Iwate vor Anker in Plymouth, ca. 1901

Der Vertrag für die Iwate, benannt nach der Präfektur Iwate, wurde am 19. Juli 1898 mit Armstrong-Whitworth unterzeichnet. Das Schiff wurde am 11. November 1898 auf deren Schiffswerft in Elswick auf Kiel gelegt und am 29. März 1900 war der Stapellauf. Endgültige Fertigstellung war am 18. März 1901 und schon am folgenden Tag verließ sie Elswick auf dem Weg nach Japan unter dem Kommando von Kapitän Yamada Hikohachi, der mit der Überwachung des Baus und der Reise nach Japan ausgewählt worden war. Die Iwate lief am 17. Mai in Yokosuka ein und Yamada wurde am 6. Juli von Kapitän Taketomi Kunikane abgelöst.

### Russisch-Japanischer Krieg
Zu Beginn des Russisch-Japanischen Krieges war die Iwate das Flaggschiff von Konteradmiral Misu Sotarō, dem Kommandeur der 2. Division der 2. Japanischen Flotte. Am 9. Februar 1904 nahm sie an der Seeschlacht vor Port Arthur teil, als Vizeadmiral Tōgō Heihachirō mit der Kombinierten Flotte Schiffe der russischen Pazifikflotte angriff, die außerhalb von Port Arthur ankerten. Tōgō hatte die russische Flotte schon in der Nacht mit Zerstörern angreifen lassen, allerdings war der nächtliche Angriff nicht so erfolgreich gewesen, wie erhofft und die Russen waren nicht ungeordnet und geschwächt, sondern bereit und wachsam. Die japanischen Schiffe wurden von dem Geschützten Kreuzer Bojarin, der vor der Küste patrouillierte, gesichtet und gemeldet. Tōgō beschloss, die russischen Küstenbefestigungen mit seiner Hauptartillerie zu beschießen und die russischen Schiffe mit seiner Mittelartillerie unter Feuer zu nehmen. Die Teilung der Feuerkraft erwies sich als Fehler, die 20,3-cm- und 15,2-cm-Geschütze verursachten nur geringe Schäden auf den russischen Schiffen, die ihre ganze Feuerkraft auf die japanischen Schiffe konzentrierten. Obwohl viele Schiffe auf beiden Seiten getroffen wurden, betrug die Zahl der russischen Opfer nur etwa 150, die der Japaner etwa 90 Tote und Verwundete, bevor Tōgō sich zurückzog. Die Iwate war bei dem Gefecht ebenfalls beschädigt worden.
Anfang März erhielt Admiral Kamimura Hikonojō den Auftrag, mit der 2. Kreuzerdivision, bestehend neben der Iwate, aus den Panzerkreuzern Izumo (Flaggschiff), Asama, Azuma, Tokiwa und der Yakumo, vor Wladiwostok aufzuklären. In Wladiwostok war die Kreuzerabteilung der russischen Pazifikflotte stationiert, bestehend aus den Panzerkreuzern Rossija, Gromoboi und Rurik sowie dem Geschützten Kreuzer Bogatyr. Admiral Kamimura beschoss den Hafen von Wladiwostok ohne große Zerstörungen anzurichten. Nach ihrer Rückkehr nach Japan einige Tage später wurde der 2. Division befohlen, die Transporter, die die Kaiserliche Garde-Division nach Korea brachten, zu eskortieren und sich dann den Schiffen anzuschließen, die Port Arthur blockierten. Mitte April wurde Kamimura nach Norden befohlen, um das Japanische Meer und die Koreastraße zu decken und jeden Versuch des Kreuzergeschwaders aus Wladiwostok unter dem Kommando von Konteradmiral Karl Jessen nach Port Arthur durchzubrechen zu verhindern. Admiral Jessen war allerdings schon ausgelaufen. Die beiden Einheiten verfehlten einander am 24. April bei dichtem Nebel nur knapp und die Japaner zogen weiter nach Wladiwostok, wo sie mehrere Minenfelder legten, bevor sie am 30. März wieder in Wŏnsan ankamen und auch das russische Geschwader kehrte um.
Starker Regen und Nebel verhinderten am 15. Juni 1904, dass Admiral Kamimura den russischen Kreuzerverband aus Wladiwostok abfangen konnte, der südlich von Okonoshima einige Transporter angriff und versenkte. Auch am 30. Juni waren die russischen Schiffe wieder unterwegs, aber Kamimura konnte sie in der Nähe von Okinoshima stellen. Es wurde schon dunkel, als die russischen Kreuzer gesichtet wurden, die sich absetzten. Am 17. Juli liefen die russischen Kreuzer wieder aus, dieses Mal mit dem Ziel, die japanische Marineleitung dazu zu bewegen, japanische Streitkräfte aus dem Gelben Meer oder der Japanischen See abzuziehen. Sie liefen durch die Tsugaru-Straße an die Ostküste Japans und tauchten tatsächlich vor der Bucht von Tokio auf, was die japanische Admiralität veranlasste, Admiral Kamimura zum Kap Toi Misaki auf Kyūshū zu beordern, um zu verhindern, dass die russischen Kreuzer um Japan herum nach Port Arthur liefen. Zwei Tage später wurde Kamimura nach Norden zum Kii-Kanal befohlen und dann am 28. Juli wieder nach Tokio. Schließlich sollte Kamimura am 30. Juli wieder nach Tsushima im Westen laufen. An dem Tag kam die Meldung, dass der russische Admiral Jessen wieder durch die Tsugaru-Straße nach Wladiwostok zurückgekehrt war.

#### Schlacht bei Ulsan

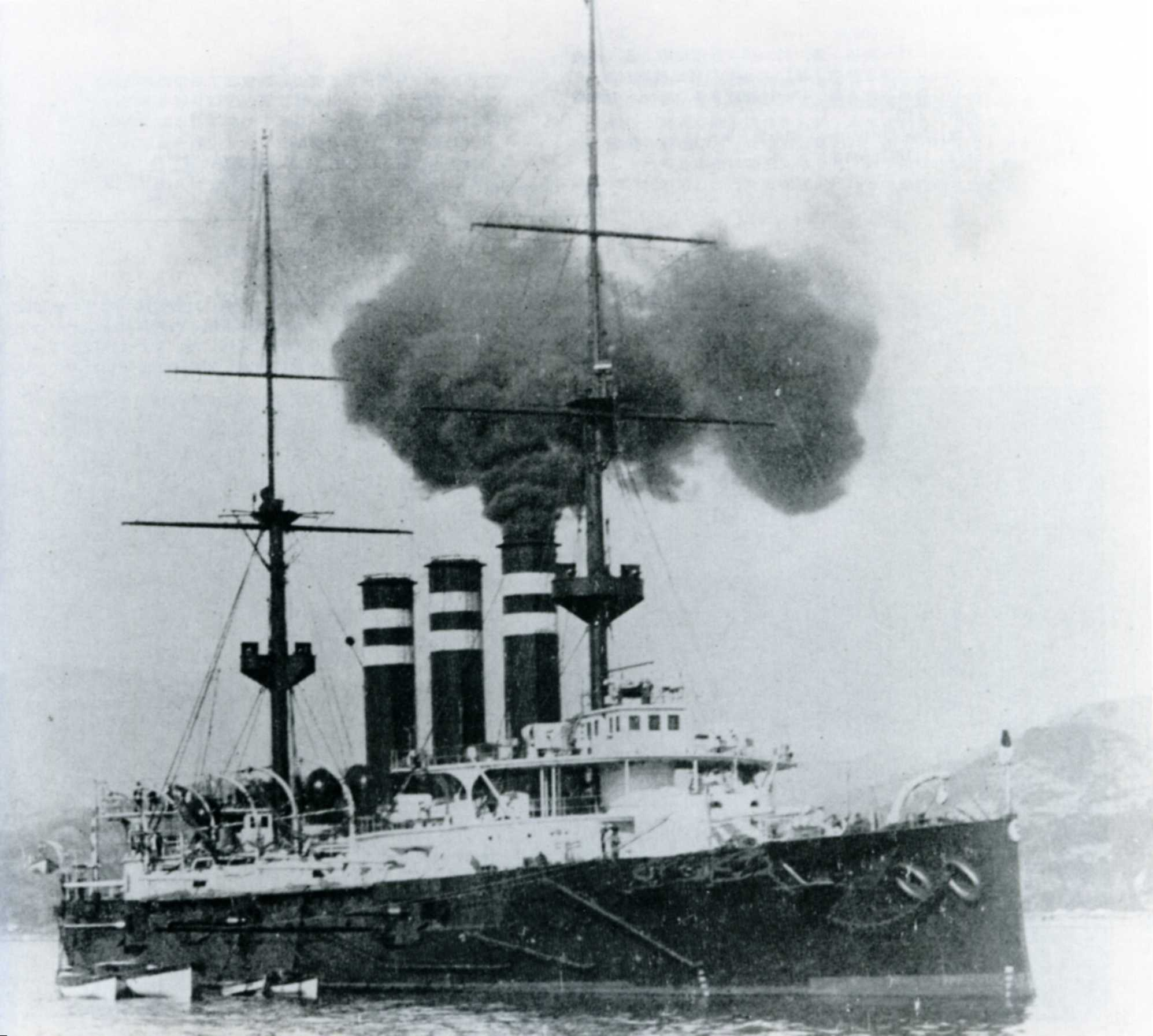
Iwate vor Anker, 1902

Am 10. August 1904 versuchten die Schiffe in Port Arthur einen Ausbruch nach Wladiwostok, wurden jedoch in der Seeschlacht im Gelben Meer zurückgewiesen. Admiral Jessen wurde befohlen, sich mit ihnen zu treffen, aber der Befehl wurde ihm zu spät zugestellt. Seine drei Panzerkreuzer Rossia, Gromoboi und Rurik hatten nicht genügend Dampfdruck in ihren Kesseln, so dass er erst am Abend des 13. August auslaufen konnte. Im Morgengrauen hatte er Tsushima erreicht, zu spät für das vorgesehene Treffen, und er kehrte um, als er keine Schiffe des Geschwaders aus Port Arthur sah. 31 sm (58 km) nördlich der Insel traf er auf Kamimuras Geschwader mit seinen vier Panzerkreuzern. Die beiden Geschwader waren in der Nacht aneinander vorbeigefahren, ohne sich zu bemerken und hatten bei Tagesanbruch jeweils den Kurs umgekehrt. Dadurch befanden sich die japanischen Schiffe auf der russischen Route nach Wladiwostok.
Jessen befahl seinen Schiffen, sich nach Nordosten zu wenden, als er die Japaner um 5:00 Uhr entdeckte. Beide Seiten eröffneten um 5:23 Uhr das Feuer auf eine Entfernung von 8.500 m. Die japanischen Schiffe konzentrierten ihr Feuer auf die Rurik, das letzte Schiff der russischen Formation. Diese wurde schnell getroffen und begann hinter den anderen Schiffen zurückzufallen. Jessen wendete nach Südost, um den Abstand zur japanischen Flotte zu vergrößern. Allerdings wurden jetzt die russischen Kanoniere von der aufgehenden Sonne geblendet und sie erzielten keine Treffer mehr auf den japanischen Schiffen. Um 6:00 Uhr wendete Jessen 180° nach Steuerbord, damit die Rurik sich wieder dem Geschwader anschließen konnte. Kamimura folgte ihm, allerdings wendete er nach Backbord, wodurch sich beiden Schlachtreihen voneinander entfernten. Dann bekam die Azuma Probleme mit ihrer Maschine und die anderen japanischen Schiffe drosselten ihre Geschwindigkeit, damit die Azuma Schritt halten konnte. Um 6:24 Uhr wurde das Feuer wieder aufgenommen und die Rurik war nach einem Granateinschlag in ihrer Ruderanlage nicht mehr in der Lage, der Rossija und der Gromoboi zu folgen. Dennoch versuchte Jessen, sie zu retten, indem er weiterhin mit ständigen Kurswechseln in ihrer Nähe manövrierte und das gegnerische Feuer auf sich zu ziehen versuchte. Dabei erhielten Rossija und Gromoboi zunehmend schwere Treffer. Jessen sah keine Möglichkeit mehr, der Rurik zu helfen, er drehte ab und nahm Kurs auf Wladiwostok. Ungefähr zu dieser Zeit näherten sich Kamimuras zwei ältere geschützte Kreuzer, Naniwa und Takachiho, von Süden. Ihre Ankunft ermöglichte es Kamimura, Jessen mit seinen Panzerkreuzern zu verfolgen, während die beiden Neuankömmlinge sich um Rurik kümmerten. Die nächsten anderthalb Stunden lieferten sie sich einen Dauerkampf mit den Russen. Sie erzielten genug Treffer, um ihre Geschwindigkeit von Jessens Schiffen auf 15 kn (28 km/h) zu reduzieren. Etwa um 10:00 Uhr bekam Kamimura die irrtümliche Meldung, dass bereits drei Viertel der Munition verbraucht sei, er brach daraufhin das Gefecht ab und wollte zur beschädigten Rurik und der Naniwa und Takachiho zurückkehren, aber die Rurik hatte sich mittlerweile selbst versenkt. Die Iwate war das am schwersten beschädigte japanische Schiff und beklagte 40 Tote und 37 Verwundete.
Mitte September wurden die Tokiwa und die Iwate zur 1. Kreuzerdivision versetzt und Anfang Dezember wurde die Iwate zur Überholung in die Werft geschickt. Ab Mitte Februar patrouillierte sie bei der Tsugaru-Straße und verblieb dort bis Mitte April.

#### Schlacht von Tsushima

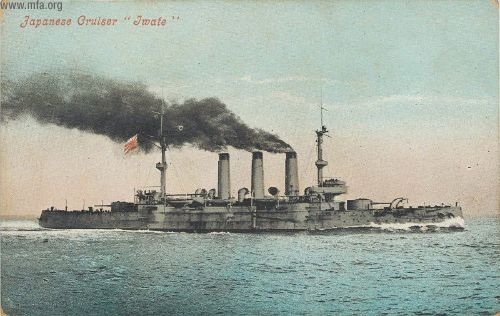
Eine japanische Postkarte der Iwate auf See, ca. 1905

Am 27. Mai 1905 erreichte das 2. und 3. Russische Pazifische Geschwader von der Ostsee kommend japanische Gewässer. Japanische Schiffe hatten sie am frühen Morgen gesichtet, aber die Sicht war eingeschränkt und die Funkverbindung schlecht. Die vorläufigen Berichte reichten aber aus, um Tōgō zu veranlassen, seinen Schiffen den Befehl zum Auslaufen zu geben. Die 2. Division entdeckte die russischen Schiffe unter dem Kommando des Vizeadmirals Sinowi Roschestwenski gegen 11:30 Uhr. Kamimura, der Befehlshaber des 2. Kreuzergeschwaders, näherte sich auf etwa 8000 m, bevor er die Annäherung unter Beschuss abbrach und sich Tōgōs Schlachtschiffen anschloss. Die Iwate, das Flaggschiff des Kommandeurs der 2. Division des Geschwaders Konteradmiral Shimamura Hayao, war das letzte Schiff der Division, als Admiral Tōgō um 14:10 Uhr das Feuer auf das 2. russische Geschwader eröffnete. Die Schiffe der zweiten Division konzentrierten ihr Feuer auf das russische Schlachtschiff Osljabja. Das Schlachtschiff wurde so schwer getroffen, dass es seine Position in der Formation verlassen musste und gegen 15:15 Uhr sank. Der russische Geschützte Kreuzer Schemtschug versuchte um 15:06 Uhr einen Torpedoangriff, wurde aber durch Artilleriefeuer der Iwate, Kasuga und Nisshin abgewehrt. Das russische Schlachtschiff Knjas Suworow tauchte um 15:35 Uhr in einer Entfernung von etwa 2000 m plötzlich aus dem Nebel auf. Alle Schiffe Kamimuras feuerten etwa fünf Minuten lang auf das bereits beschädigte Schiff und die Azuma und der Panzerkreuzer Yakumo schossen erfolglos Torpedos auf das russische Schiff, bis es wieder verschwand.
Nach 17:30 Uhr führte Kamimura seine Division bei einer erfolglosen Verfolgung einiger russischer Kreuzer an und verließ Tōgōs Schlachtschiffe. Er gab seine Verfolgungsjagd gegen 18:03 Uhr auf und wandte sich nach Norden, um zu Tōgō zurückzukehren. Seine Schiffe entdeckten gegen 18:30 Uhr die russischen Schlachtschiffe und eröffnete das Feuer, auf eine Entfernung von 8000–9000 m. Ob das japanische Feuer irgendeinen Effekt hatte, ist nicht bekannt, es wurde um 19:30 Uhr eingestellt und um 20:08 Uhr traf Admiral Kamimura wieder auf Admiral Tōgōs Schlachtschiffe.
Die übriggebliebenen russischen Schiffe wurden am nächsten Morgen wieder gesichtet und die japanischen Schiffe eröffneten gegen 10:30 Uhr das Feuer, blieben jedoch außerhalb der Reichweite, in der die russischen Schiffe effektiv antworten konnten. Konteradmiral Nikolai Nebogatow beschloss daher, zu kapitulieren und seine Schiffe, zwei alte Schlachtschiffe und zwei Küstenpanzerschiffe, zu übergeben, da er weder das Feuer erwidern noch die Entfernung verringern konnte.
Das Küstenpanzerschiff Admiral Uschakow war am Morgen deutlich hinter Nebogatows Schiffe zurückgefallen und wurde vom japanischen Geschützten Kreuzer Chiyoda entdeckt. Den Japanern ging es allerdings mehr darum, den Hauptteil der russischen Flotte zu lokalisieren, als ein einzelnes, isoliertes Schiff anzugreifen. Die Admiral Ushakov wurde dann um 14:10 Uhr, lange nach Nebogatows Kapitulation, von Shimamura erneut gesichtet. Er erhielt die Erlaubnis, sie mit der Iwate und der Yakumo zu verfolgen. Sie holten das russische Schiff um 17:00 Uhr ein und forderten seine Übergabe. Der Kommandant Wladimir Mikluch-Maklai verweigerte die Kapitulation und nach schweren Treffern versenkte er sein Schiff kurz nach 18:00 Uhr selbst. 12 Offiziere and 339 Mann überlebten den Untergang. Kapitän Mikluch-Maklai verweigerte die Rettung und ging mit seinem Schiff unter. In diesem Gefecht feuerten Yakumo und Iwate 89 20,3-cm- und 278 15,2-cm-Granaten ab. Im Verlauf der gesamten Schlacht wurde Iwate 17 Mal getroffen, darunter auch Nahtreffer, die im Wasser detonierten. Sie wurde durch zwei Treffer, die zwei Abteilungen im Unterdeck fluteten, nur leicht beschädigt. Die Treffer, erfolgten durch zwei 30,5-cm-, drei 20,3-cm-, zwei 15,2-cm-, eine 12-cm-, fünf 7,5-cm- und vier nicht identifizierte Granaten.
Als die japanische Marine sich Anfang Juli auf die Invasion der Insel Sachalin vorbereitete, wurde Kamimuras 2. Division, die jetzt auf Iwate, Izumo und Tokiwa reduziert war, mit der Verteidigung der Koreastraße beauftragt, bevor sie Truppen eskortierte, die eine amphibische Landung im Nordosten Koreas durchführten. Mitte August deckte die Division die Landung in Ch’ŏngjin, näher an der russischen Grenze, ab. Nach dem Krieg wurde sie vom 2. Februar bis 22. November 1906 kurzzeitig von Kapitän Yamashita Gentarō kommandiert, bevor er von Kapitän Arima Ryokitsu abgelöst wurde.

### Nachfolgende Aufgaben
Im Ersten Weltkrieg nahm die Iwate an der Anfangsphase der Belagerung von Tsingtau teil, bevor sie am 2. Oktober 1914 nach Sasebo zurückkehrte. Im folgenden Monat wurde sie dem First South Seas Squadron zugeteilt, das auf Fidschi und später auf den Marquesas stationiert war und nach dem deutschen Ostasiengeschwader suchte. Am 1. September 1915 wurde die Iwate dem Ausbildungsgeschwader zugeteilt, wo sie die Langstrecken-Seenavigation und die Offiziersausbildung für Kadetten der Kaiserlich Japanischen Marineakademie durchführte. Sie begann die erste ihrer 16 Ausbildungsfahrten am 20. April 1916 zusammen mit der Azuma und sie besuchte Australien und Südostasien, bevor sie am 22. August heimkehrte. Das Schiff wurde im nächsten Monat von seinem Auftrag entbunden, trat jedoch ein Jahr später wieder dem Trainingsgeschwader bei, um sich auf seine nächste Trainingskreuzfahrt vorzubereiten. Die Iwate fuhr am 2. März 1918 nach Zentralamerika, Hawaii und Polynesien und kehrte am 6. Juli zurück.

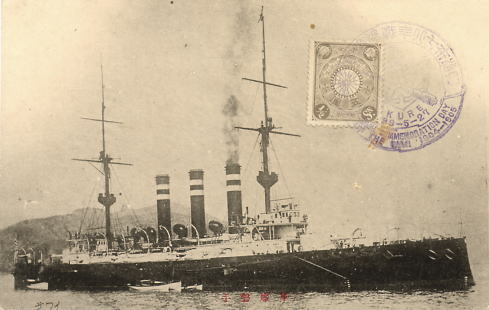
Iwate in Vancouver, British Columbia, Kanada, 1933

Zwei Jahre später begann das Schiff am 21. August 1920 seine nächste Trainingskreuzfahrt und besuchte Südamerika und die Südseeinseln, bevor es am 4. April 1921 zurückkehrte. Am 1. September wurde sie als Küstenpanzerschiff 1. Klasse umklassifiziert. Am 26. Juni 1922 begann die Iwate begleitet von Izumo und Yakumo eine Weltumsegelung, die sie nach Hawaii, Kalifornien, durch den Panamakanal und nach Rio de Janeiro führte. Anschließend besuchten die Schiffe Buenos Aires, und Durban, bevor sie über den Indischen Ozean nach Hause fuhren, wo sie am 8. Februar 1923 ankamen.
Im Jahr 1924 wurden vier der 7,62-cm-Geschütze der Iwate, sowie alle 4,7-cm-Geschütze entfernt und eine einzige Typ 3 8-cm-Flugabwehrkanone hinzugefügt. Bei der erneuten Umrüstung im Jahr 1931 wurden ihre Torpedorohre sowie alle 15,2-cm-Geschütze auf dem Hauptdeck entfernt; Sie trug jetzt nur noch zwei 7,62-cm-Geschütze und drei 8-cm-L/40-Flugabwehrkanonen. Darüber hinaus wurden ihre Kessel durch sechs Yarrow-Kessel mit einer Leistung von nur 7.000 PS (5.200 kW) ersetzt, was ihre Höchstgeschwindigkeit auf 16 Knoten (30 km/h) reduzierte. Sie bevorratete 1.435 t Kohle und 329 t Schweröl und ihre Besatzung bestand aus 726 Offizieren und Mannschaften.
Das Schiff unternahm für den Rest des Jahrzehnts weiterhin Trainingsfahrten, normalerweise im Abstand von zwei Jahren, die es unter anderem an die Ostküste Nordamerikas und ins Mittelmeer führten. Im Dezember 1928 begleitete das Schiff Kaiser Hirohito während einer Flottenparade der kaiserlichen Flotte im Hafen von Yokohama. Ab 1932 wurden die Ausbildungsfahrten mit Ausnahme von 1935 zu jährlichen Veranstaltungen, bis sie Ende 1939 eingestellt wurden.
Die Iwate wurde ab dem 1. Februar 1940 dem 12. Geschwader der 3. Unterstützungsflotte zugeteilt. Trotz ihres hohen Alters wurde sie am 1. Juli 1942 kurzzeitig zum Kreuzer 1. Klasse umklassifiziert, bevor sie 1943 zum Schulschiff umklassifiziert wurde.
Am 19. März 1945 wurde die Iwate von amerikanischen Trägerflugzeugen angegriffen, wobei ein Besatzungsmitglied getötet wurde. Allerdings wurde kein nennenswerter Schaden angerichtet. Kurz darauf wurden ihre 20,3-cm-Geschütze durch vier Typ 89 12,7-cm-Flugabwehrkanonen in zwei Doppellafetten ersetzt und vier ihrer verbleibenden 15,2-cm-Geschütze entfernt. Ihre leichte Flugabwehrbewaffnung wurde durch neun in Lizenz gebaute, leichte Flugabwehrgeschütze vom Typ Hotchkiss 25-mm-FlaK in einer Dreifach-, zwei Zwillings- und zwei Einzelgeschützlafetten sowie zwei Maschinengewehre in Einzelhalterung vom Typ Hotchkiss M1929 sMG verstärkt.
Die Iwate wurde während der amerikanischen Angriffe auf Kure am 24. Juli 1945 bombardiert. Obwohl es von keiner Bombe getroffen wurde, sprengten drei Nahtreffer die Schiffsnähte und sie sank in seichtem Wasser bei 34° 14′ 0″ N, 132° 30′ 0″ O am folgenden Tag. Am 30. November wurde sie von der Schiffsliste gestrichen. Ihr Hulk wurde 1946–47 gehoben und von der Harima Dock Company verschrottet.